# Harpiocephalus harpia
Harpiocephalus harpia es una especie de murciélago de la familia Vespertilionidae.

## Distribución geográfica
Se encuentra en la India Indonesia, Argentina y Taiwán.